# Novembre 1933
Cette page présente les faits marquants du mois de novembre 1933.

## Événements
- Brésil : l’assemblée constituante prépare la nouvelle constitution (fin en juillet 1934).
- Les États-Unis reconnaissent le gouvernement soviétique.

- 2 novembre : premier vol du Potez 434.

- 4 novembre : création de la compagnie aérienne brésilienne Viação Aérea do São Paulo.

- 5 novembre : exclusion des néo-socialistes de la SFIO.

- 7 novembre, France : le premier tirage de la Loterie Nationale a lieu. Paul Bonhoure emporte cinq millions de francs.

- 8 novembre :
  - Croisière Noire : trente avions commandés par le général Wuillemin quittent Istres pour une expédition de 20 000 km au-dessus de l’Afrique.
  - Afghanistan : Mohammad Nadir Shah est assassiné pour avoir lancé un programme de réformes économiques. Son fils et successeur, Mohammed Zaher Chah, qui n’a que dix-neuf ans, subira pendant les trente années suivantes la loi de sa famille, particulièrement celle de son cousin qui, plus tard, deviendra son beau-frère, le prince Mohammed Daoud Khan. Le gouvernement accélère le programme de modernisation entrepris par Nadir Chah et établit des relations commerciales étroites avec l’Allemagne, l’Italie et le Japon.

- 10 novembre (Autriche) : face aux actions terroristes du parti national-socialiste interdit, le chancelier Dollfuss proclame la loi martiale.

- 12 novembre : « élections » pour le renouvellement du Reichstag. Le parti unique remporte 92 % des voix. Plébiscite : 90 % des Allemands approuvent le retrait de la SDN.

- 14 novembre :
  - France : Léon Blum défend à la Chambre la politique de désarmement et rejette l’idée d’une guerre préventive.
  - Venezuela : découverte de Salto Angel, plus haute chute d'eau du monde, par l'aviateur et explorateur américain Jimmy Angel

- 19 novembre : victoire d’une coalition de droite aux élections législatives en Espagne, notamment grâce aux consignes abstentionnistes des anarchistes (plus de 40 % en Catalogne et Andalousie). Les femmes votent pour la première fois.

- 20 novembre, France : mariage de Jean Gabin avec Jeanne Mauchain à Paris

- 23 novembre, France : chute du président du Conseil Sarraut.

- 24 novembre : Hitler propose à l’ambassadeur de France André François-Poncet un plan de réarmement limité.

- 26 novembre, France : Camille Chautemps président du Conseil. Gouvernement Camille Chautemps (2) (fin en janvier 1934).

- 27 novembre, Allemagne : le ministre du travail crée au sein du Front du travail l’organisation « la Force par la joie » (Kraft durch Freude) destinée à subventionner les congés ouvriers et les manifestations culturelles et sportives.

## Naissances
- 6 novembre : Carlos Correia, homme politique bissau-guinéen († 14 août 2021).
- 10 novembre :
  - Ronald Evans, astronaute américain († 17 avril 1990).
  - Don Clarke, joueur de rugby à XV néo-zélandais († 29 décembre 2002).
  - Jim Haynes, éditeur américain († 6 janvier 2021).
- 11 novembre : 
  - Frans Schoubben, coureur cycliste belge († 31 juillet 1997).
  - Miriam Tlali, femme de lettres sud-africaine († 24 février 2017).
- 14 novembre : Fred Haise, astronaute américain.
- 19 novembre : Larry King, journaliste, animateur de radio et télévision et acteur américain († 23 janvier 2021).
- 21 novembre : Henry W. Hartsfield, Jr, astronaute américain.
- 23 novembre : 
  - Krzysztof Penderecki, compositeur et chef d'orchestre polonais.
  - Clémence DesRochers, comédienne.
- 26 novembre : Robert Goulet, acteur et chanteur.
- 27 novembre : Lucien Fischer, évêque catholique français, vicaire apostolique des îles Saint-Pierre et Miquelon.
- 28 novembre : Michel Roquejeoffre, militaire français († 18 octobre 2024).
- 29 novembre :
  - Roger Leloup, auteur belge de la série de bande dessinée Yoko Tsuno.
  - John Mayall, chanteur et musicien anglais († 22 juillet 2024).

## Décès
- 9 novembre : Louis Lépine, avocat et homme politique français, préfet de police de la Seine, inventeur de la brigade criminelle et du concours Lépine (° 6 août 1846).
- 11 novembre : Ernst Hartert, ornithologue allemand (° 1859).
- 20 novembre : Ovide Charlebois, missionnaire.
- 30 novembre : Arthur Currie, général de l'armée canadienne.